# Мішель Крост
Мішель Крост (фр. Michel Crauste; 6 липня 1934, Сен-Лоран-де-Госс — 2 травня 2019, По) — колишній французький регбіст, який грав на позиції фланкера і номера 8 за клуби Рейсінг 92 та Лурд.
Крост здобув свій перший гол разом зі збірною Франції 19 травня 1957 року в матчі проти Румунії в Бухаресті. Мішель також був капітаном другої французької команди, яка виграла у Спрінгбокс в Південній Африці і був обраний Гравцем Року 1961. Він також став першим міжнародним французьким гравцьом, який здобув 3 голи в одному матчі.

## Досягнення
Репрезентант Франції: 1957—1966
Чемпіонат Франції з регбі
- Рейсінг 92: 1959
- Лурд: 1960, 1968
- Турнір п'яти націй: 1959, 1963
- Шаленж Ів дю Мануар: 1966, 1967